# Pleurophyllum oresigenesum
Pleurophyllum oresigenesum là một loài thực vật có hoa trong họ Cúc. Loài này được Decne. mô tả khoa học đầu tiên.